# アラバマ (バンド)
アラバマ (Alabama) は、アメリカ合衆国出身のカントリー、サザン・ロック・バンドである。1969年、アラバマ州フォート・ペインでランディ・オウエン(リード・ヴォーカル、リズム・ギター)、いとこのテディ・ジェントリー(ベース・ギター、バック・コーラス)により結成され、その後すぐに別のいとこジェフ・クック(リード・ギター、フィドル、キーボード)が加入した。当初「ワイルドカントリー」の名で活動し、1970年代、オリジナル曲を作曲してアメリカ合衆国南東部のバーを演奏してまわった。1977年、「アラバマ」に改名し、2枚のシングルで成功してRCAレコードと契約した。
1980年代、27曲が第1位を獲得し、7枚がマルチ・プラチナ・アルバムに認定され、数々の賞を受賞して大成功をおさめた。RCAからの最初のシングル『Tennessee River 』以降『Love in the First Degree 』(1981年)、『Mountain Music 』(1982年)、『Dixieland Delight 』(1983年)、『If You're Gonna Play in Texas (You Gotta Have a Fiddle in the Band) 』(1984年)、『Song of the South 』(1987年)などが次々と第1位を獲得した。1990年代、人気は徐々に陰りを見せたが、それでもマルチ・プラチナに認定されるなどヒット曲を輩出し続けた。2006年、2枚のインスピレーション音楽アルバムおよびさよならコンサートを経て解散したが、2011年、再結成して現在も世界中でツアー公演を続けている。
伝統的なカントリー・ミュージックとサザン・ロックのブレンドにゴスペルやポップ・ミュージックの要素を加え、クロスオーバーにアピールして成功に繋がった。大規模なツアー公演を行ない、ロック・コンサートのような照明や舞台装置などを使用した。『ビルボード』誌のカントリー・チャートで30曲以上が第1位を獲得し、7,500万枚以上を売り上げ、売れた音楽家の一覧に名を連ねている。オールミュージックはアラバマをカントリー・バンドに分類し、「アラバマの成功をしのぐカントリー・グループは他にいない」と記した。また、カントリーに限らず全てのジャンルにおいてベストセラー・バンドの1つとされている。

## 経緯

### 1969年-1979年: 結成および初期

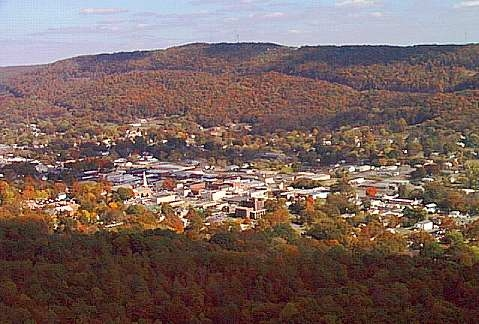
アラバマが結成されたアラバマ州フォート・ペインの1999年の風景

1969年、いとこ同士でギター奏者のランディ・オウエン、ジェフ・クック、ベース奏者のテディ・ジェントリーの3人は生まれ育ったカントリー・ミュージックの影響を強く受けているアラバマ州フォート・ペインで結成された。オウエンとジェントリーはアラバマ州北部のルックアウト・マウンテンの別々の綿花農場で育ち、共にギター演奏を学び、6歳になる前に教会で歌っていた。1960年代、ジェントリーとオウエンはポップからブルーグラスまで幅広く数々のグループで活動した。1969年、ク ックが加入して「ヤング・カントリー」を結成し、クリスマス前後に最初の演奏を行なった。クックも数々のバンドで活動し、ロックンロールディスクジョッキーとしても活動していた。3人はそれぞれがヴォーカルを担当し、他のいとこのジャッキー・オウエンがドラムを担当して最初のラインナップが完成した。彼らの最初の演奏は高等学校でのタレント・コンテストでマール・ハガードの曲を演奏し、優勝して『グランド・オール・オープリー』のチケットを獲得した。しかしオウエンはまだ高校生、クックはウェスタン・エレクトリックに勤務、ジェントリーはカーペット設置の仕事で忙しく、なかなか音楽活動ができなかった。クックは大学に進学し、オウエンは軍に入隊したためさらに音楽活動から遠のいた。
1972年、ドラム奏者にベネット・ヴァータニアンを加え、プロのバンドとなり「ワイルドカントリー」と改名した。この時期、テーマ・パークのキャニオンランドで定期的に演奏した。このテーマ・パークにはジェリー・ウォレス、ボビー・ベア 、ナーヴァル・フェルツなどのスターが出演してワイルドカントリーは彼らのバックバンドを務め、この演奏の後に1時間のダンス音楽を演奏した。その後演奏する機会も減り、クックがアラバマ州アニストンで市の職員に就く予定がなくなってしまった。オウエンはジャクソンヴィル州立大学で英文学を学び、クックは電子系の職に就いた。3人はアニストンの月56ドルのアパートに同居し、夜や週末に演奏を続けた。1973年、プロのバンドとして成功するため、アメリカ合衆国南東部のバーを演奏してまわった。3月、3人はサウスカロライナ州マートルビーチに転居し、「バウリー」というクラブで週6日演奏した。特にレーナード・スキナード、マール・ハガードのカバー曲でチップを稼いだ。レコード会社との契約がまだ取れなかったため、自身でレコーディングを行なった。フォート・ペイン銀行から4千ドルを借金し、演奏の際に売るためのアルバムをレコーディングした。ヴァータニアンが脱退し、4人のドラム奏者が交代で演奏していたが、1974年にリック・スコットがドラム奏者として定着した。
数々のレコード会社にデモ・テープを送ったが返事は少なく、ようやくGRTレコードとレコード1枚の契約を取り付け、1977年にデビュー・シングル『I Want to Be with You 』を出版した。GRTはソングライターとして彼らに興味を持ち、「アラバマ・バンド」に改名するよう説得し、のちに「アラバマ」に改名した。曲はチャート入りせず、翌年GRTは破産申告した。GRTとの契約の中には、他のレコード会社との契約を禁じる項目が入っていたことにこれまで気付かなかった。その後2年間、この契約を買い取るために資金を調達し、1979年、再度レコーディングを行なうことができた。自身で『Wildcountry 』(1976年)、『Deuces Wild 』(1977年)、『Alabama Band No. 3 』を出版し、1年間で300公演をツアーした。ラジオでシングル『I Wanna Come Over 』をかけてもらうため、ラジオ・プロモーターを雇い、番組ディレクターやディスクジョッキーに手書きの手紙を送った。ダラスを基盤とするMDJレコードと契約することとなった。スコットが脱退し、ロック・ドラム奏者のマーク・ハーンドンが加入し、のちに彼ら独特のサウンドをもたらすこととなった。『I Wanna Come Over 』は彼らにとって初めてラジオでヒットし、『ビルボード』誌のカントリー・チャートでトップ40にランクインした。

### 1980年-1985年: 成功およびスターダム
次のシングル『My Home's in Alabama 』はさらに好評を受け、トップ20にランクインした。チャート入り後、テネシー州ナッシュビルで年1回行われる『カントリー・ラジオ・セミナー』でリーバ・マッキンタイアと共に新人として出演した。バンドとしてよりむしろスタジオ・ミュージシャンと共に演奏せねばならず、チャンスをうまく活かせなかった。にもかかわらず、バンドはいくつかのレーベルの興味を惹き、1980年4月、RCAレコードと契約した。RCAでの最初のシングルでハロルド・シェドのプロデュースによる『Tennessee River 』は『ビルボード』誌のカントリー・チャートで初めて第1位を獲得し、以降30曲以上が連続で第1位を獲得することとなった。『Cashbox 』誌により年間新人ヴォーカル・グループ賞を受賞し、これがバンドにとって最初の受賞となった
。1980年7月、長年にわたるバウリーでの演奏を辞めた。この時の成功はバンドにとっても驚きであった。
アラバマはRCAで自由に創作活動を行ない、『Tennessee River 』の後、重役や出版社の反対にもかかわらず『Why Lady Why 』を発表した。この曲は彼らにとって2枚目の第1位獲得シングルとなった。小さなクラブでの演奏から、大規模なコンサート会場での前座まで幅広くにツアー公演を行なった。さらにジョニー・カーソンの『ザ・トゥナイト・ショー』や『The Merv Griffin Show 』などのテレビ番組にも出演した。1981年2月、メジャー・レーベルから2枚目のアルバム『Feels So Right 』を発表し、『ビルボード』誌の総合チャートで第16位を獲得し、自身のアルバムで唯一3年以上トップ200にとどまり続けた。1981年2月、次の『Old Flame 』が第1位を獲得し、5月、『Feels So Right 』、10月、『Love in the First Degree 』が続いた。同年、アラバマは『ビルボード』誌から年間新人グループ賞に、『Radio & Records 』からは年間グループ賞に、アカデミー・オブ・カントリー・ミュージック(ACM)からは年間ヴォーカル・グループ賞に認定されるなど、音楽業界から高い評価を受けた。1981年、CMAアワード授賞式で演奏しただけでなく、インストゥルメンタル・グループ賞およびヴォーカル・グループ賞を受賞した。 彼らにとってこれまでにない成功をおさめたが、オウエンはツアー中に父親が亡くなったことが大きく影響し、私生活はうまくいかなくなっていった。
1982年2月、アルバム『Mountain Music 』をリリース
1982年5月、『Mountain Music 』、7月、『Take Me Down 』、10月、『Close Enough to Perfect 』とアルバム『Mountain Music 』からシングルカットされた3枚全てが第1位となった。同年、『Mountain Music 』、『Feels So Right 』が4倍プラチナに認定され、全米デビューからたった2年間で1982年終盤までに600万枚を売り上げた。1982年、クリスマス曲『Christmas in Dixie 』が『ビルボード』誌の2つのチャートで6年に亘りクリスマス・シーズンになるとランクインした。1982年、ソロ歌手が受賞するのが通例であったCMAアワードの最高賞エンターテイナー・オブ・ザ・イヤーでグループとして初めて受賞し、1984年まで連続で受賞した。また『Mountain Music 』でグラミー賞カントリー・ヴォーカル・デュオまたはグループ部門を受賞した。
1983年3月、アルバム『The Closer You Get... 』が出版2ヶ月でプラチナ認定され、グラミー賞カントリー・パフォーマンス賞を受賞した。このアルバムからのシングル『Dixieland Delight 』、『The Closer You Get 』、『Lady Down on Love 』がアメリカおよびカナダで第1位を獲得した。1984年1月、アルバム『Roll On 』が出版され、4枚のシングル『Roll On (Eighteen Wheeler) 』、『When We Make Love 』、『If You're Gonna Play in Texas (You Gotta Have a Fiddle in the Band) 』、『(There's A) Fire in the Night 』全てがアメリカおよびカナダで第1位を獲得した。1985年、アルバム『40-Hour Week 』からのシングル『40 Hour Week (For a Livin') 』、『Can't Keep a Good Man Down 』がアメリカとカナダで第1位を獲得し、アルバムからの1枚目のシングル『There's No Way 』はカナダでは惜しくも第1位に届かず第2位となった。『40-Hour Week 』はポップ・アルバム・チャートとクロスオーバーでヒットし、アラバマの最も人気のあるアルバムの1つとされている。1985年9月、『Christmas in Dixie 』を収録したクリスマス曲のアルバム『Alabama Christmas 』がアラバマにとっての初めてのCD盤として出版された。ナッシュビル・ネットワークの提供でテレビでもプロモーションが行なわれた。

### 1986年-2002年: 成功の継続
1986年1月、RCAからコンピレーションアルバム『Greatest Hits 』が出版され、5倍プラチナ認定され、1980年代に最も成功したカントリー・バンドとなった。1986年9月のアルバム『The Touch 』は彼らのこれまでのアルバムの中で最も評価の低いアルバムとされたが、シングルカットされた『"You've Got" the Touch 』、『Touch Me When We're Dancing 』の2曲が第1位を獲得した。1987年9月のアルバム『Just Us 』は同様の批評を受けたが、シングル『Face to Face 』、『Fallin' Again 』が第1位を獲得した。
1980年代終盤までアルバムはゴールド認定されたが売上は徐々に落ちていった。リッキー・スキャグス、ランディ・トラヴィス、ジョージ・ストレイト、ドワイト・ヨーカムなどのより伝統的なサウンドに回帰し、アラバマの人気に陰りが見えてきた。にもかかわらず、ツアー公演は人気を博し続け、1988年、初のライヴ・アルバム『Alabama Live 』を発表した。1989年の『Southern Star 』において、ジョシュ・レオおよびラリー・リーと、バリー・ベケットとの間のプロダクション契約を分かつ代わりに、長年プロデューサーを務めたシェッドと決別した。シングル『Song of the South 』が第1位を獲得し、アルバムからの他のシングル『If I Had You 』、『High Cotton 』、『Southern Star 』はアメリカとカナダの双方で第1位を獲得した。同年、『ビルボード』誌から1980年代を代表するカントリー・アーティストに認定され、ACAもこの10年間を代表するアーティストに認定した。
1990年代、人気は下降し続けたが、アルバムはまだゴールドまたはプラチナに認定されていた。1990年のアルバム『Pass It on Down 』の収録曲『Jukebox in My Mind 』、『Forever's as Far as I'll Go 』、『Down Home 』が第1位を獲得した。オールミュージックによると、1992年のアルバム『American Pride 』までに「彼らはこのジャンルの大御所となった」。『Country Music: A Biographical Dictionary 』のリチャード・カーリンは若い観客に合うハーモニーを提案した。『I'm in a Hurry (And Don't Know Why) 』が第1位を獲得してアルバムからの最大のヒットとなり、他の収録曲『Take a Little Trip 』、『Once Upon a Lifetime 』、『Hometown Honeymoon 』はトップ3にランクインした。1933年のアルバム『Cheap Seats 』の収録曲『Reckless 』が最後の第1位となったが、その後のシングルもトップ10に入り続けた。1995年のアルバム『In Pictures 』は18枚目のゴールド・アルバムとなり、当時カントリーで最高となった。1996年にはまだCMAアワードのヴォーカル・グループ賞にノミネートされていた。1997年、リズム・アンド・ブルースとビーチ・ミュージックのアルバム『Dancin' on the Boulevard 』が出版された。収録曲『Sad Lookin' Moon 』、『Dancin', Shaggin' on the Boulevard 』はアメリカとカナダでトップ5にランクインした。翌年、新曲2曲『How Do You Fall in Love 』、『Keepin' Up 』を収録した2枚組ベスト盤『For the Record 』が出版された。これらの新曲はカントリー・チャートでそれぞれ第2位と第14位を獲得した。
1999年、15枚目のアルバム『Twentieth Century 』でボーイ・バンドのイン・シンクの『(God Must Have Spent) A Little More Time on You 』をカバーし、まだ現役であることを示したとされる。このシングルはカントリー・チャートにおいてカナダでは第1位を獲得したが、アメリカでは第3位、アメリカの総合チャートでは第29位となった。2001年、アルバム『When It All Goes South 』が出版された。オウエンは「もし他にCDを製作することがなければこれが最高の作品」と語った。しかしシングルはこれまでのような成功とならず、タイトル曲がトップ15に入ったのみで、バンドのキャリアのピークはこれで終わりとなった。

### 2003年-現在: さよならツアーおよび再結成
2002年5月のCMAアワード授賞式において、40公演のアメリカでさよならツアー、スペシャル・イベント、スペシャル・テレビ番組を行なうことを発表した。オウエンは「これには様々な理由があり、それにはとてもプライベートなこともある。バンドが完全なまま尊厳を持ったまま終わらせる」と語った。オウエンはのちに、20年間ツアーやレコーディングを続けて過労であり、メンバーそれぞれ時間が必要だったと語った。開幕前にすでに1,500万ドルの興行収入をあげ、2003年6月から11月まで数々のアリーナで演奏を行なった。ファンの熱い要望とチケット売り上げの高さにより、2004年2月から6月まで30公演が追加された。2004年10月、ノースダコタ州ビスマークにて最終公演を行ない、ハーンドンは冗談で「仕事をくれ」と語った。その後、オウエンはソロで活動し、クックとオールスター・グッドタイム・バンドはジェントリーと共にプロデューサー業およびバンドのロキット・シティで活動した。
ハーンドンと他のメンバーは活動中あまりうまくいっていなかった。バンドの写真撮影に参加し、ファンクラブ会報や博物館に彼の写真が展示されてもオウエンは彼を正式なメンバーではないと語った。オウエンはハーンドンがバンドの写真に参加していたのは単にレコード会社の戦略で、ハーンドンはバンドに雇われていただけでありメンバーではないとした。2008年5月、他のメンバーがドラム奏者のマーク・ハーンドンを相手取り、賃金過剰払いとして202,670ドルの返還を求めた。これは純利益であるとして、会計処理が終わる前にハーンドンに与えられたものとされたがハーンドンはこれを否定した。バンドはこれまでハーンドンを訴えなかったが、ハーンドンが自分も演奏していたにもかかわらず得られていなかった複数のライヴ・アルバムや曲の利益を要求した後、バンドは彼を訴えた。オウエンはRCAがハーンドンを加入させることでビートルズと似たイメージが得られると考えたのだろうと語った。これらのトラブルに関わらず、のちのインタビューで彼はいやな気分をしたことはないと語った。
2010年、オウエンは前立腺癌と診断されたが、再結成に際して健康証明書が提出された。この再結成にはハーンドンは含まれていない。2011年4月下旬の度重なる竜巻により数々の家屋や事業が崩壊したため、アラバマ州バーミングハムでチャリティ・コンサート『Bama Rising 』を開催した。ルーク・ブライアン、シェリル・クロウ、ブラッド・ペイズリーと共演し、2004年のコンサートの曲目を主に演奏して210万ドルをあげた。ジェントリーは「私たちは共に演奏していないと寂しいことに気付いたのだと思う。5、6年が過ぎて「以前のようにやるのも悪くないんじゃないか」と思ったんだ」と語った。2013年、40周年を祝してツアー『Back to the Bowery 』を開始し、彼らがプロのミュージシャンとして活動を始めたマートルビーチのクラブ、バウリーの名を冠した。またバハマへ向けた船上パーティ『The Alabama & Friends Festival at Sea 』 も行なった。同年8月、2曲の新曲を含み、ジェイソン・アルディーン、フロリダ・ジョージア・ラインなど近年のアーティストも参加したトリビュート・アルバム『Alabama & Friends 』が出版された。

## 音楽スタイルおよび影響
アラバマの音楽はカントリーとロックおよびポップのミックスであり、ラジオで頻繁に曲がかかる最初のカントリー・バンドの1つであった。様々なジャンルから影響を受けているが、彼らのハーモニー、曲調、見せ方にカントリー・ミュージックから最も影響を受けている。音楽評論家の捨てイーブン・トーマス・アールワインは「カントリー、特にマール・ハガードのベイカーズフィールド・サウンド、ブルーグラス、ナッシュビル・ポップのサウンドの影響を受けている」と記した。彼らはカントリーの影響を受けながら育ち、オウエンは「第一にカントリー、第二にクロスオーバー。もしクロスオーバーを優先したら売上は良いだろうけれども、カントリーとポップの間で中途半端でいるよりもカントリーで1位を取りたい」と語った。
1980年代半ばまでにアラバマは一般的なポップ・ロックの要素を増し、幅広いサウンドでプロダクションの意見も跳ね除けた。アラバマの歌詞は彼らの故郷やその周辺を中心に据えたものが多い。最初のヒット曲『Tennessee River 』は彼らの故郷であり、山脈を流れる川の向こう側を物語っている。『Dixieland Delight 』はテネシー州の田舎道を通る様子をつづっている。

## チャート、記録、売上、受賞歴等

### マルチプラチナ認定
アラバマはアルバムおよびシングル合わせて7,500万枚を売り上げ、売れた音楽家の一覧に名を連ねている。最も売上の高かったスタジオ・アルバムは『Mountain Music 』(1982年)で、2枚のベスト盤『Greatest Hits 』(1986年)、『For the Record 』(1998年)もそれぞれ高い売上となり、この3枚だけで500万枚を売り上げている。多くのアルバムがマルチプラチナ認定されており、中でも『Feels So Right 』、『The Closer You Get... 』、『Roll On 』は4倍プラチナに、『My Home's in Alabama 』、『40-Hour Week 』、『Alabama Christmas 』、『Greatest Hits Volume III 』はダブル・プラチナ認定された。

### 受賞歴
アラバマは様々な組織から200以上の受賞歴があり、カントリー史上最多受賞バンドとなっている。1981年、CMAアワードにおいて、ヴォーカル・グループ賞とインストゥルメンタル・グループ賞のどちらも受賞した。また、ACMアワードのヴォーカル・グループ賞と『ビルボード』誌の新人グループ賞も受賞した。1982年から1984年、CMAアワードの最高賞エンターテイナー・オブ・ザ・イヤーを3年連続受賞し、1982年から1986年、ACMアワードの最高賞エンターテイナー・オブ・ザ・イヤーを5年連続受賞した。1989年、ACMアワードにて10年間の功績を称えるアーティスト・オブ・ザ・ディケイドを受賞した他、NARM Gift of Music 賞、アラバマ殿堂功労賞、Country Radio Broadcasters Humanitarian Award 、Prince Matchabelli National Hero Award 、Bob Hope Humanitarian Award を受賞し、さらにハリウッド・ウォーク・オブ・フェームに星を埋め込まれた。

## レガシー

### インパクト
『The Encyclopedia of Country Music 』のマイケル・マコールはアラバマを「アメリカ音楽史最も人気の演奏の1つとなり、カントリー・ファンを大いに増やした」と記した。多くのカントリー・アーティストがバックバンドとソロという形式であった中、アラバマはフロントマンが3名であることの他、それまでタブーとされてきた長い髪を束ね、髭をはやし、エレキ・ベースやドラムを特徴としている。他のグループよりエッジの効いたサウンドで、自身で演奏および作曲を行なっている。アラバマは保守的で年配のカントリー・ファンに人気であるが、若い層にも人気がある。カート・ウォルフはアラバマについて「彼らは若い層に人気があるが、その両親にも彼らのハーモニー、センチメンタルな歌詞、古風で家族向けの感じが好まれる」と解説した。また故郷のフォート・ペインも有名になり、環境問題への関心も集めた。
彼らのサウンドへのロックンロールの導入はレストレス・ハート、シャナンドゥーア、エグザイル、ダイアモンド・リオ、ロンスター、リコシェット、マヴェリックスなどのグループに影響を与えた。『Country Music: The Encyclopedia 』の作家であるアーウィン・スタンブラー、グレラン・ランドンによると、アラバマの1980年代後期の売上減少には、アラバマが道を築いてきたことを認識していないカントリー・バンドの出現が影響した。アラバマが大ヒットする前、カントリーでヒットしたシングルの多くはソロまたはデュエットであった。アラバマのシングルおよびアルバムの多くはカントリーだけでなくポップとクロスオーバーでヒットした。
大ヒットはしていたが、音楽評論家は彼らをあまり認めず、カントリーとポップの境界が曖昧であることに対し「無意味で薄っぺらで中途半端」と記した。『ボルチモア・サン』紙はアラバマに関して「カントリー・ミュージックを演奏しているが、ポップと区別がつかない」とし「神聖なカントリーの伝統を台無しにした」と記した。しかしウォルフなどのレビュワーはアラバマの重大問題は多くのコンテンポラリー・ミュージックにけん引される計算されたサウンドであり、評論家はそのためアラバマをまるで二流であると位置付けているのではないかと語っている。

### 慈善事業
1982年初頭から1997年まで、アラバマはフォート・ペインで行われる『June Jam 』のスポンサーであり、最大6万人を集客し、地元チャリティのために数百万ドルをあげた。また週末にゴルフ・トーナメントや作曲家のライヴなどを行なう『Fan Appreciation Days 』を開催し、フォート・ペインのチャリティに貢献した。オウエンはカントリー・ラジオでのチャリティ番組『Country Cares for Kids 』を先導し、テネシー州メンフィスにあるセント・ジュード子供病院に7千万ドルを寄付した。

## バンド・メンバー
現在のメンバー
- ランディ・オウエン – リード・ヴォーカル、リズム・ギター (1969年–2004年、2006年–2007年、2011年–現在)
- テディ・ジェントリー – ベース・ギター、バック・コーラス (1969年–2004年、2006年–2007年、2011年–現在)
- ジェフ・クック – リード・ギター、バック・コーラス、フィドル、キーボード (1969年–2004年、2006年–2007年、2011年–現在)

元メンバー
- ドナルド・パーキー - ドラム、パーカッション (1980年-2000年)
- マーク・ハーンドン – ドラム、パーカッション (1979年–2004年)
- リック・スコット – ドラム、パーカッション (1974年–1979年)
- ベネット・ヴァータニアン – ドラム、パーカッション (1972年–1974年)
- ジャッキー・オウエン – ドラム、パーカッション (1969年–1972年)

タイムライン

## ディスコグラフィ

### アルバム
スタジオ・アルバム
- Wild Country (1976年)
- Deuces Wild (1977年)
- Alabama Band No. 3 (1979年)
- My Home's in Alabama (1980年)
- Feels So Right (1981年)
- Mountain Music (1982年)
- The Closer You Get... (1983年)
- Roll On (1984年)
- 40-Hour Week (1985年)
- The Touch (1986年)
- Just Us (1987年)
- Southern Star (1989年)
- Pass It On Down (1990年)
- American Pride (1992年)
- Cheap Seats (1993年)
- In Pictures (1995年)
- Dancin' on the Boulevard (1997年)
- Twentieth Century (1999年)
- When It All Goes South (2001年)
- Songs of Inspiration (2006年)
- Songs of Inspiration II (2007年)
- Angels Among Us: Hymns and Gospel Favorites (2014年)

### 第1位獲得シングル
アラバマは様々なチャートで40曲以上が第1位を獲得し、12枚のアルバムがトップ10にランクインし、うち10枚が『ビルボード』誌のカントリー・アルバム・チャートで第1位を獲得している。『ビルボード』誌のカントリー・チャートで第1位を獲得した33曲を以下に示す:
- 1980年 : Tennessee River 、Why Lady Why
- 1981年 : Old Flame 、Feels So Right 、Love in the First Degree
- 1982年 : Mountain Music 、Take Me Down 、Close Enough to Perfect
- 1983年 : Dixieland Delight 、The Closer You Get 、Lady Down on Love
- 1984年 : Roll On (Eighteen Wheeler) 、When We Make Love 、If You're Gonna Play in Texas (You Gotta Have a Fiddle in the Band)
- 1985年 : (There's A) Fire in the Night 、There's No Way 、40 Hour Week (For a Livin') 、Can't Keep a Good Man Down
- 1986年 : She and I 、Touch Me When We're Dancing
- 1987年 : "You've Got" the Touch
- 1988年 : Face to Face (duet with K.T. Oslin )、Fallin' Again
- 1989年 : Song of the South 、If I Had You 、High Cotton
- 1990年 : Southern Star 、Jukebox in My Mind
- 1991年 : Forever's as Far as I'll Go 、Down Home
- 1992年 : I'm in a Hurry (And Don't Know Why)
- 1993年 : Reckless[39]
- 2011年 : Old Alabama (with ブラッド・ペイズリー)[39]

## 関連事項
- 売れた音楽家の一覧